# PrintFile
PrintFile je software určený pro tisk nejrůznějších souborů na tiskárny instalované v systému Microsoft Windows. Program podporuje interaktivní režim, tisk z příkazového řádku i metodu Drag and Drop. Dokáže také sledovat vybraný adresář a tisknout všechny soubory, které se v něm objeví. Dokáže provádět nejrůznější konverze, například vytisknout více stran na jednu nebo provést pomocí Ghostscriptu konverzi postscriptového souboru pro tisk na libovolné tiskárně.